# Ермила Обреновић
Ермила Обреновић, рођена је 1844. године. Била је поријеклом из српске владарске породице. Њен родоначелник био је кнез Милош Обреновић. Била је кћерка господара Јеврема Обреновића. Удаје се 1860. године за капетана Николу Чупића, који је био унук војводе Стојана Чупића. Након седам година удаје се поново за српског генерала Тихомиља Тешу Николића. Умрла је 1918. године.
Сахрањена је на Успенском гробљу у Новом Саду, поред рођене сестре Анастасије и њеног супруга Теодора Алексића фон Мајне.